# Vladimír Sommer
Vladimír Sommer (født 28. februar 1921 i Dolní Jiretín - død 8. september 1997 i Prag, Tjekkiet) var en tjekkisk komponist og violinist.
Sommer studerede komposition på Prags Musikkonservatorium under bl.a. Pavel Bořkovec, og violin hos Bedrich Voldin.
Han er nok mest kendt for sit værk Vokalsymfoni (1958), men har også skrevet en strygersymfoni (1977) og en Vokalsymfoni nr. 2 med titlen Sinfonia da Requiem (1978).
Han har ligeledes skrevet strygekvartetter, violinkoncert, sonater etc.

## Værker
- "Vokal Symfoni" nr. 1 (1958) - for mezzosopran, fortæller, kor og orkester
- Symfoni (1977) - for klaver, pauker og strygerorkester
- "Vokal Symfoni nr. 2" "(Sinfonia da Requiem)" (1978) - for mezzosopran, kor og orkester
- Violinkoncert (1950) - for violin og orkester
- 2 Strygerkvartetter (1955, 1981)
- "Antigone overture" (til tragedien om Sofokles) (1957) - for orkester
- "Prins Bajaja suite" (1970) - for orkester
- Sonate (1980) - for klaver